# سنکای جوان

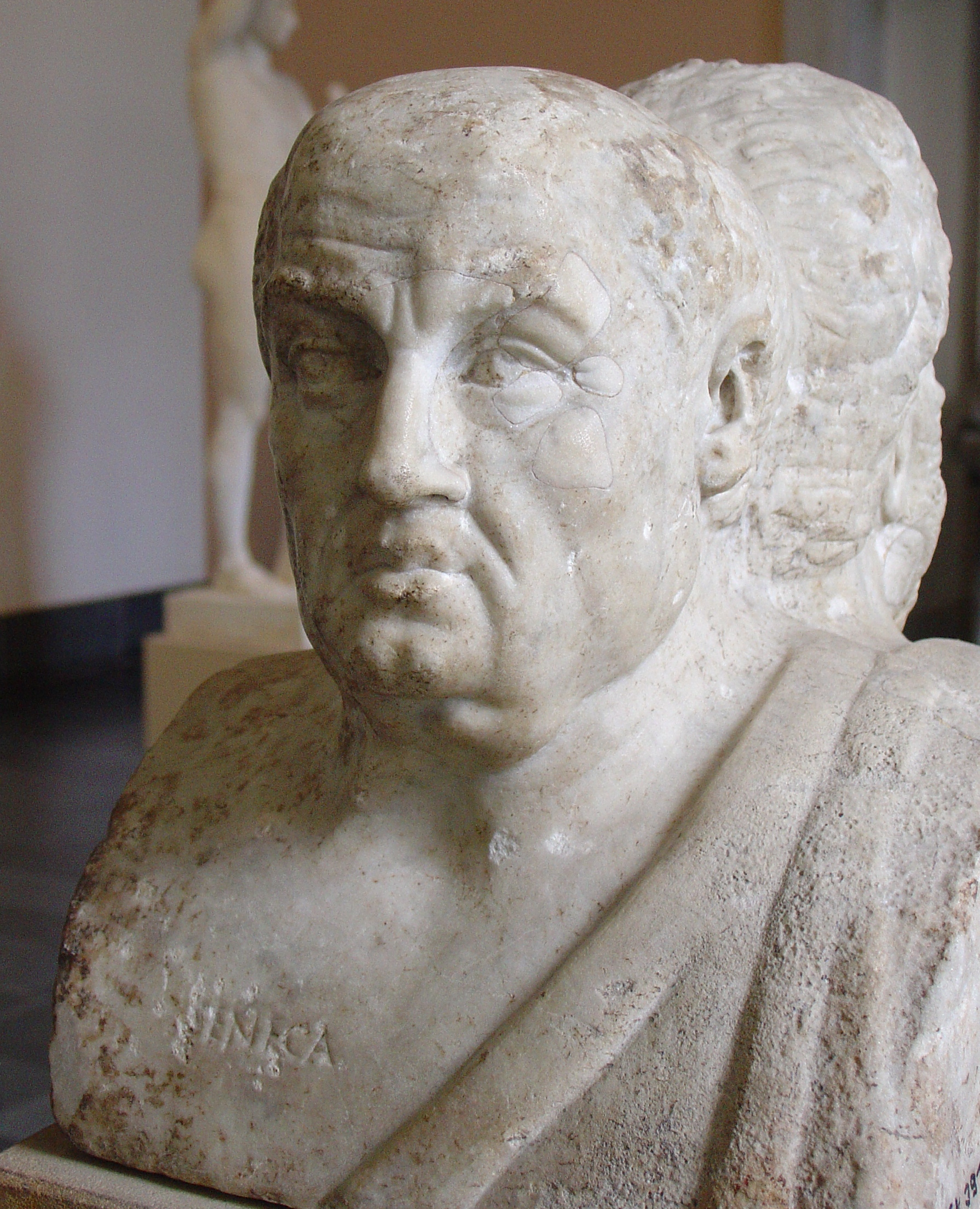
سنکا

لوکیوس سِنِکا «Lucius Annaeus Seneca» (که به سنکای جوان و سنکای رواقی مشهور بود)، (۴ پیش از میلاد تا ۶۵ میلادی) اهل رم، فیلسوف رواقی، سیاستمدار، نمایشنامه نویس، معلم و مشاور پرقدرت و بانفوذ نرون بود و در او به خصوص در سالهای اول سلطنتش نفوذی بسیار قوی ای همراه بوروس و اگریپینا داشت که فوق‌العاده عظیم بود، به خصوص در سال اول از سلطنت نرون مادر وی نفوذی ویرانگر حتی در مقابل سنکا و بوروس بر روی نرون داشت در اخر همگی یک به یک مجبور شدند به اتهام همدستی در توطئه قتل امپراتور خودکشی کنند (هر چند اگریپینا با شمشیر به قتل رسید.)، پدر وی سنکای بزرگ نام داشت.
- از سنکا ۹ نمایشنامه تراژدی و یک کمدی به جا مانده‌است.

هرکول دیوانه – زنان تروا – زنان فینیقی – مدیا – فدرا – اودیپوس (اودیپ) – توئستس – آگامنون و هرکول در اوتا
- سنکا نیز همچون نویسندگان هم عصر خود به شدت تحت تأثیر هنر و ادبیات یونان بود.

او معتقد بود که طبیعت معیاری است که انسان باید هماهنگ با آن زندگی کند و اصل برابری انسان‌ها را قبول داشت.
- سنکا (نقل قول):انسان تکلیفی اخلاقی دارد، امّا این تکلیفی است در قبال جامعه بزرگ بشری نه صرفاً در قبال شهروندان کشور خود. دولت بازتاب طبیعت شر انسان است.[۶]

و این تفکر رواقی در آثارش بخصوص زنان تراخیس به‌خوبی مشهود است.

## زندگی

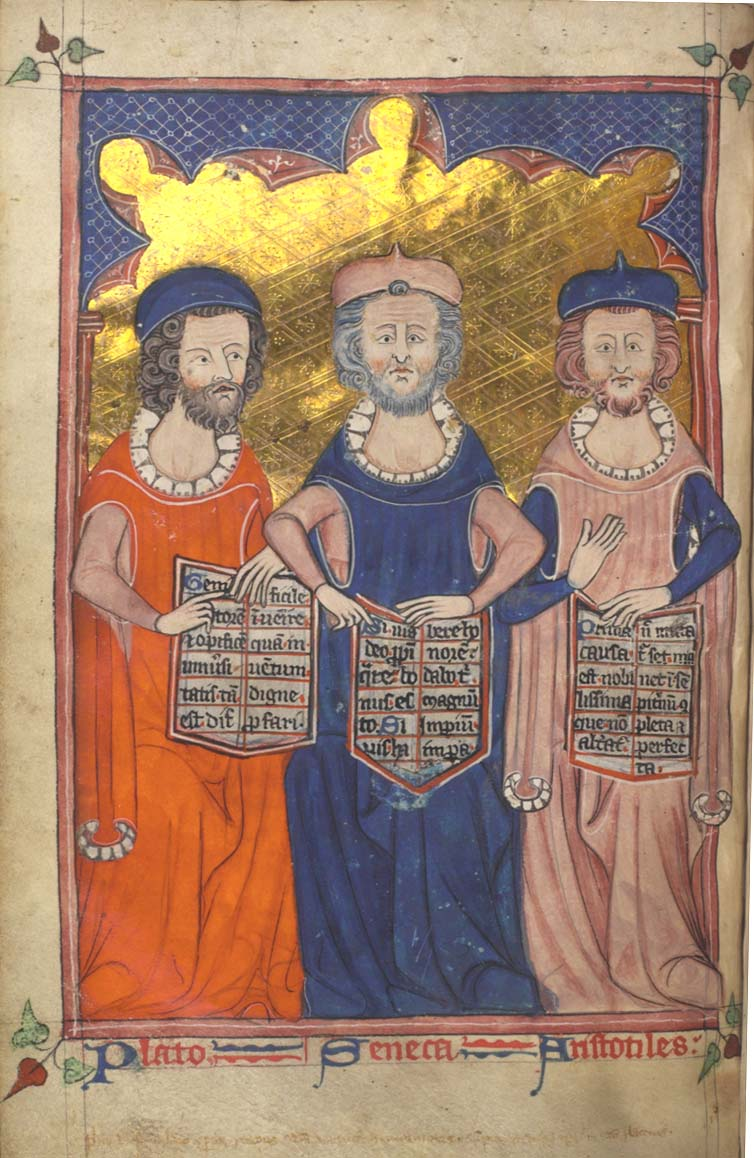
سنکا بین افلاطون و ارسطو سنکا

لوسییوس سنه‌کا، خطیب فیلسوف رواقی، استاد فیلسوف رواقی، استاد فن خطابه و معلم نرون یکی از پادشاهان روم بود. او طی مدت زندگی‌اش امپراتوران مختلفی را از سر گذرانید ولی هر یک به نوعی با او خصومت داشتند و به دلایلی در صدد از بین بردن او بودند.
(پسر سنکای بزرگ) در سال ۴ قبل از میلاد در کوردوبا واقع در اسپانیا در یک خانواده اکوئستر (سفیران) متولد شد. در جوانی به رم رفت و در آنجا مطالعات فلسفی زیادی با استادانش آتالوس و فابیانوس انجام داد. به دلیل توان بالایی که در عرصه سخن سنجی و فن خطابه داشت، به سنا راه یافت و در آنجا در مدت حکومت کالیگولا از مقام و منزلت بالایی برخوردار شد.
اما در سال ۴۱ پس از میلاد به خاطر محکومیت پرنسس جولیا لیویلاس، خواهر کالیگالونوس که به دلیل حسادت مسالینا متهم شده بود، از پست خود برکنار و به کورسنا تبعید شد و تنها در سال ۴۹ میلادی و پس از ۸ سال تبعید، مورد عفو اگوستا مقتدر دربار امپراتوری یعنی آگریپینا، که امپراتریس جدید روم بود توانست به پایتخت رم بازگردد و به سفارش اگریپینا به امپراتور کلاودیوس توانست در نقش معلم، آموزگار و مشاور نرون جوان مشغول بکار شود و به تعلیم و تعلم امپراتور آینده اهتمام ورزد.
در اکتبر ۵۴ میلادی، کلاودیوس (عموی کالیگولانوس) با دسیسه امپراتریس اگریپینا به طرز مشکوکی مرد و به این ترتیب نرون بر تخت سلطنت نشست. پس از مرگ کلاودیوس، سنکا بیشتر مورد علاقه نرون قرار گرفت و به عنوان مشاور او معرفی شد. به‌طوری که در حقیقت اداره‌کننده کلیه سیاست‌های امپراتوری، بعد از تبعید آگریپینا در سال ۵۸ میلادی سنکا و بوروس بود و به عنوان مشاوران به مدت ۴ سال تمام وظایف نرون را انجام می‌دادند یا سازماندهی می‌کردند. مورخان از این تاریخ سالهای ۵۴ تا ۶۰ به عنوان بهترین دوره حکومت نرون یاد می‌کنند.
اما نرون بعد از قتل مادرش اگریپینا عوض شد و برای تشکیل یک حکومت استبدادی و خودکامه همانند سال‌های اوایل حکومت خود که مادرش زنده بود و به عنوان یک قدرت محرک و هدایت کننده عملی می‌کرد می‌خواست همانند مادرش باشد و نقشه‌هایی در سر می‌پروراند که این نقشه‌ها را پس از فتح دوباره بریتانیا به دست روم اجرا کرد که خود را برترین موجود در تمام جهان تا به آن روز می‌دانست. سنکا نیز پس از این فتح که همزمان با مرگ دوستش «آفرانیوس بورو» شد، در سال ۶۲ فکر کرد که از میدان و عالم سیاست‌های خطرناک خارج شود و به زندگی شخصی خود با خط مشی میانه‌روی و حفظ تعادل بپردازد. اما سرنوشت به نحو دیگری رقم خورده بود، به‌طوری که در سال ۶۵ دسیسه‌ای دیگر ضد نرون برملا شد که از سوی رئیس اربابان رم، کالپورنیوس پیزو، طراحی شده بود کالپورنیوس در سال ۵۹ میلادی نیز علیه نرون همراه مادر او نقشه کشیده بود اما سرنوشت به نوعی رقم خورد که نرون بدون هیچ رحمی مادر خود را بکشد، دومین بار هم در سال ۶۵ میلادی اتفاق افتاد که این بار هم با شکست مواجه شد. افشای این دسیسه شخصیت‌های عادی، نظامی و دولتی را در مظان اتهام قرار داد.
نرون با لذت، اتهام استاد و مشاور خود را پذیرفت و به این ترتیب سنکا از شاگرد خود حکم مرگ دریافت کرد.
سنکا در واپسین روزهای زندگی خود در سال ۶۵ میلادی سعی کرد در مقابل استبداد نرون ایستادگی کند و بدون ترس از مرگ حتی اعلام کرد که از تمام روزهای زندگی‌اش لذت برده‌است و بنابراین واهمه‌ای از مرگ ندارد.
 زندگی کوتاه نیست، اگر بدانید چطور آن را به کار گیرید.

## نگاه فلسفی و رواقی‌گری
سنکا به عنوان یکی از چهره های اصلی فلسفه دوره امپراتوری روم، یکی از پایه گذاران اصلی فلسفه رواقی است. که نوشته های بسیاری از او در دسترس است  و آثار او در دوران رنسانس توسط بسیار از افراد شاخص خصوصاً میشل دو مونتاژ بود .  به عنوان "چهره برجسته و بحث برانگیز از دوران باستان"  مورد توجه قرار گرفت است.
سنکا آثار متعددی در مورد فلسفه رواقی تالیف کرد که عمدتاً در حوزه اخلاق و فلسفه اخلاق اند که شاید معروف ترین آنها ( Naturales Quaestiones ) است.  سنگ بنا اولیه نوشته های سنکا بر روی نوشته های فلاسفه رواقی پیش از خودش چون زنون ، کلئانتیس وکرایسپوس بنا گردیده است .  و بسیار به آراپوسیدونیوس استناد کرده است.  به دلیل تقارب آرا همچنین او از اپیکور نیز بسیار نقل می کند ، خصوصاً در در رساله های اخلاقی به لوسیلیوم خود.  همچنین سنکا علاقه خاصی به متافیزیک افلاطونی نشان می دهد ، اما هرگز با شفاف آن را نمی‌پذیرد و یا رد نمی‌کند.  مقاله های اخلاقی او براساس آموزه های رواقی گری استوار است ،  در آن دوران در طبقه بالا جامعه رومی رواقی گری فسلفه رایج و چهارچوب اخلاقی قالب بود که در سیاست به خصوص بسیار نمود داشت.  تا پیش از سنکا رواقی گری یک تفکرالتقاطی و ترکیبی از افکار و آرا مختلف بود  ماحصل فعالیت های سنکا شکل نسبتاً ارتدوکسی از رواقی را نشان داد، هر چند در آن فرد مجاز به آزادی فکر بود. 
سنکا در آثارش درباره تئوری اخلاق و روش عملی اجرا اخلاقیات بحث می کند و تأکید می کند که هر دو بخش متمایز اما وابسته به هم هستند.  رساله های اخلاقی به لوسیلیوم که او به لوسیلیوس نگاشته است نشانگر جستجوی سنکا برای کمال اخلاقی است  و "نشان دهنده نوعی از تعهد فلسفی برای آیندگان است".  سنکا فلسفه را مرهمی برای زخم های زندگی می داند.  و معتقد بود احساسات مخرب ، به ویژه عصبانیت و اندوه ، باید از بین برود ،  یا طبق عقل تعدیل شوند.  او در مورد شایستگی های نسبی زندگی تعمق و زندگی فعال بحث می کند ،  و مقابله با تفکر مرگ را برای شخص مهم می داند.   او معتقد بود فرد باید توان فعال ماندن در فقر را عملاً یاد بگیرد و در عین حال از ثروت به درستی استفاده کند ،  و او درباره نعمت ها ، بخشندگی، اهمیت دوستی و ضرورت بهره مندی از با هم بودن می نویسد.    عالم براساس یک مشیت عقلانی به بهترین وجه اداره می شود ،  و اگر ناسازگاری با ما دیده میشود باید با آن آشتی کرد و پذیرفتش. 
سنکا در آثار خود آشکارا مبانی اعتقادی فلسفه رواقی را گسترش می‌دهد و خود یکی از تأثیرگذارترین متفکران رواقی‌گری بود.
فلسفه رواقی رایج‌ترین و پرنفوذترین فلسفه هلنیستی بوده‌است. این فلسفه بیش از فلسفه اپیکور در زمان خود بر عرصه اندیشه سیاسی تأثیر گذاشته‌است. فلسفه رواقی را یک اندیشمند فنیقی به نام زنو در آتن بنیان گذاشت. رواقیان نظریهٔ هراکلیتوس دربارهٔ «لوگوس» را پایهٔ جهان بینی خود قرار دادند. «لوگوس» در فلسفه رواقی به طبیعت یا تقدیری تعبیر شد که به مثابهٔ قانونی ازلی و ابدی بر کل عالم کون و فساد حاکم است. لوگوس در واقع روح مادی عامل و شامل عالم به حساب آمد. وجوه مختلف اندیشه رواقی، از جمله فلسفه اخلاق و نظریهٔ جهان‌وطنی رواقیان نیز از این جهان بینی استخراج می‌شد. اندیشه بزرگ برادری جهانی از آموزه‌های مهم فلسفه رواقی است. فلسفه رواقی که گاهی از آن به عنوان یک مذهب یاد می‌شود در میانه راه بین فلسفهٔ کلاسیک یونان و دین مسیح است. مکتب رواقی یا مذهب رواقی راه را برای پیدایش تفکر جدیدی در تاریخ که به عنوان مسیحیت شناخته می‌شود باز کرد. به این ترتیب تفکر رواقی نقش نقاله را از فلسفه کلاسیک یونان به تفکر مسیحیت ایفا کرده‌است.

## آثار

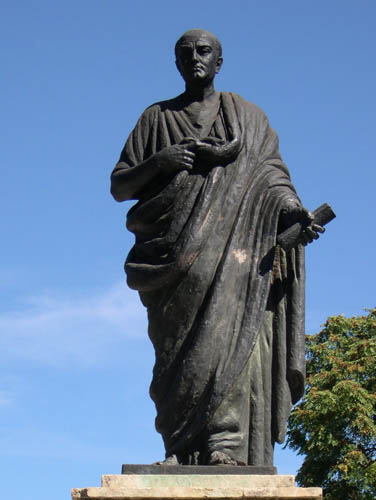
سنکا - تندیس مدرن

سنکا در دوران زندگی‌اش ۹ تراژدی نوشت که از بین آن‌ها تی‌اس‌تیز از همه خون‌بارتر و خشن‌تر است. سنکا در این نمایشنامه تا حدودی روابط و حوادثی را که در دربار نرون دیده، به گونه‌ای غیر مستقیم با افسانه‌ها و شخصیت‌های یونانی مشابه‌سازی کرده و به حالت استعاره‌ای نوشته است. گفتنی است او خشونت آثارش را از مراسم‌های یونان و روم باستان و آیین‌های ابتدایی گرفته است. هم‌چنین او علاوه بر تراژدی، رسایلی را در باب‌های مختلفی چون خشم، شفقت، سود، خداشناسی و ... نوشته است.
بسیاری از آثار فلسفی سنکا پس از مرگ او در ۱۲ کتاب با عنوان «گفتگوها» دربارهٔ مسائل اخلاقی و فلسفی گردآوری شدند.
- درباب مشیّت (De Providentia): مخالفت با فلسفه اپیکوریسم است.[۳۲]
- دربارهٔ کوتاهی عمر (De brevitate vitae): زودگذری زمان و کوتاهی زندگی است.[۳۳]
- درباب خشم (De ira)/ کتاب سوم: نوعی پدیدارشناسی از عصبانیت انسان است.[۳۴]
- درباب زندگی زیبا (De beata): مشکل ثروت‌گرایی و تمایلاتی را در بوته آزمایش می‌گذارد که در آن‌ها فقدان خوشبختی بی معناست.[۳۵]
- درباب آسودگی خاطر (De Tranquillitate animi): در این سه‌گانه که به دوستش «سرنوس» تقدیم کرده‌است، سنکا میانه‌روی میان خوش‌بینی و تمدن رمی را جستجو کرده و قرارگیری سیسرون و کاتولوس در یک موقعیت متعادل را پیشنهاد می‌کند.[۳۶]
- درباب احسان (De Beneficiis): این گفتگو در ۷ کتاب تنظیم شده‌است و از طبیعت و حالتهای مختلف احسان، ارتباط میان احسان‌کننده و احسان شونده و وظایف آن‌ها صحبت می‌کند. (در این کتای سنکا نسبت به رفتار نرون به دیده تردید می‌نگرد).[۳۷]
- درباب بخشش (De Clementina): سنکا این اثر را در ۳ کتاب تألیف و به نرون تقدیم کرده‌است. او در این کتاب به مدیریت عدالت و حاکمیت دولت نگاه می‌کند و به امپراتور جوان یک برنامه سیاسی متعادل و یک راهکار میانه‌رویی را ارائه می‌کند.[۳۸]
- درباب ثبات خردمندان (De constantina Sapientis): او در این کتاب توضیح می‌دهد که به خردمندان نه می‌توان آزار رساند و نه به آن‌ها توهین کرد.[۳۹]
- درباب آسایش (De Otio): در این گفتگو سنکا توجیه درستی از کناره‌گیری خود از زندگی اجتماعی ارائه می‌کند.[۴۰]
- درباب تسلیت (De Consdatione): در این گفتگو سنکا ضمن تسلیت به مارسیا، از دختر او به خاطر از دست دادن پسرش دلجویی می‌کند.[۴۱]

۱۲۴* نامه اخلاقی به لوسیلیوم (۱۲۴ Epistulae Morales ad Lucilium): این مجموعه شامل ۲۰ دفتراست که در آخرین سال‌های زندگی اش به نوشتن آن‌ها اهتمام ورزیده‌است. سنکا در این کتاب به فلسفه، تجربه‌ها، شادی‌ها و رنج‌های خود اشاره می‌کند.
- مسائل طبیعی (Naturales Quaestiones): در ۷ دفتر تنظیم و به لوسیلیوس تقدیم شده‌است. در این کتاب سنکا از طریق مسائل علمی به تحلیل پدیده‌های جوی و آسمانی از آب و هوا تا زلزلههای کیهانی می‌پردازد.[۴۳]
- تجلیل مسخره آمیز (Apocolocyntosis): یک تجلیل طنزگونه از امپراتور است. در این کتاب سنکا مرگ کلاودیوس را به تصویر می‌کشد و عروجش به کوه المپیوس و حضورش در پیشگاه خدایان را نشان می‌دهد. او در این اثر طنز، بیان می‌کند که کلاودیوس در حضور خدایان محکوم به زندگی در جهنم می‌شود.[۴۴]
- تراژدیها (tragedie): هرکول دیوانه – زنان تراخیس – زنان فینیقی – مدیا – فدرا – اودیپوس (اودیپ) – توئستس – آگامنون و هرکول در اوتا